# Betsy DeVos
Betsy DeVos, właśc. Elisabeth DeVos (ur. 8 stycznia 1958) – amerykańska miliarderka znana z zaangażowania w sprawy edukacji. W latach 1996–2000 i ponownie w latach 2003–2005 pełniła funkcję przewodniczącej Partii Republikańskiej w stanie Michigan, a jej mąż był w 2006 kandydatem tejże partii na urząd gubernatora Michigan.
23 listopada 2016 ogłoszono, że znana z popierania innych niż szkoły publiczne form edukacji DeVos będzie kandydatką nowo wybranego Prezydenta Stanów Zjednoczonych Donalda Trumpa na urząd Sekretarza Edukacji Stanów Zjednoczonych. 7 lutego 2017 Senat USA stosunkiem głosów 51:50 zatwierdził Betsy DeVos na stanowisku sekretarz edukacji, decydujący głos po raz pierwszy w historii oddał wiceprezydent Mike Pence. Niecałe cztery lata po objęciu stanowiska, w następstwie ataku na Kapitol z 6 stycznia 2021, złożyła swoją rezygnację.